# 1992年夏季残疾人奥林匹克运动会坦桑尼亚代表团
1992年夏季残疾人奥林匹克运动会坦桑尼亚代表团是坦桑尼亚派出的1992年夏季残疾人奥林匹克运动会代表团。未获得奖牌。